# 张来明
张来明（1964年8月—），男，汉族，江苏金湖人，中华人民共和国政治人物，曾任国务院发展研究中心副主任、党组成员。
2025年5月29日因己達退休年龄被免去国务院发展研究中心副主任。